# Historia (internet)

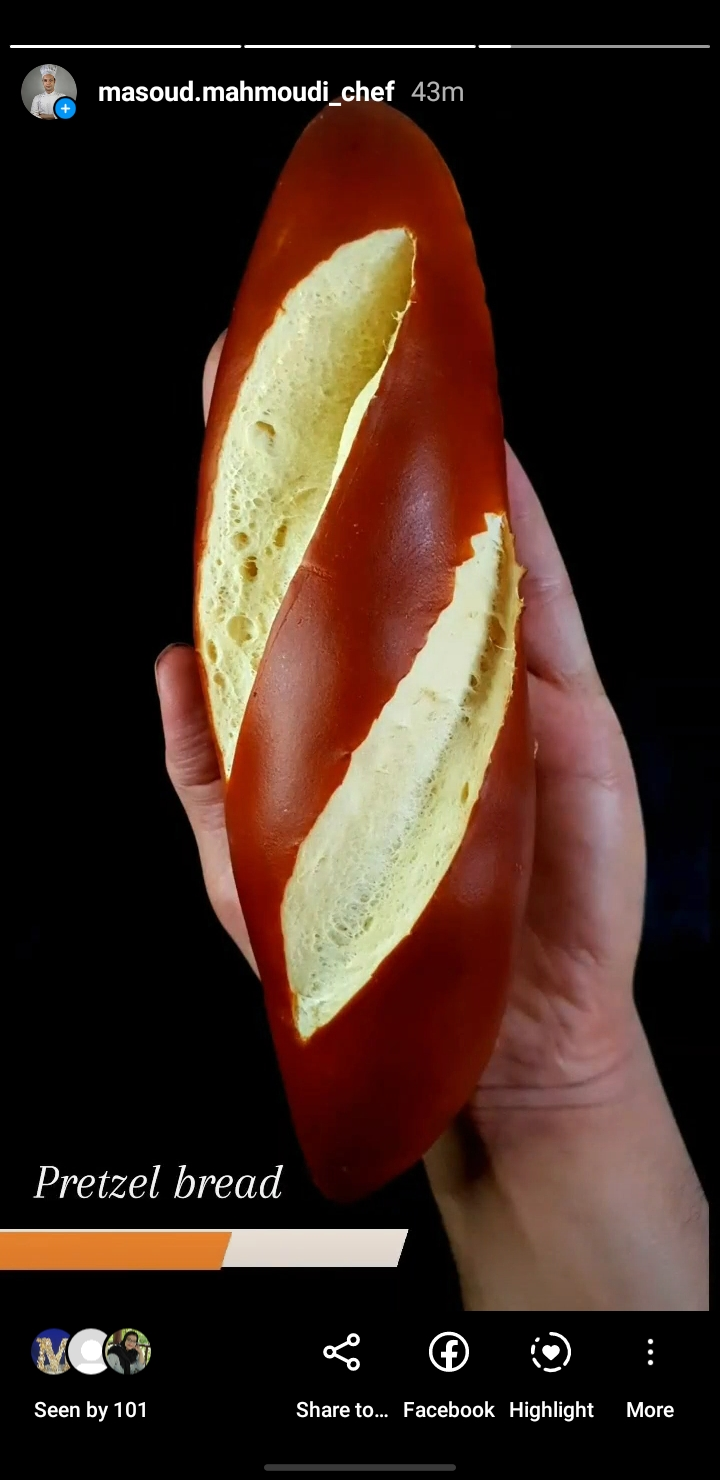
Historia en Instagram vista desde un teléfono

En el contexto de las redes sociales, una historia es una publicación breve, de persistencia limitada que se muestra al usuario dentro de una secuencia automática de videos (= historias).

## Descripción
Las historias tienen imágenes y videos, los cuales pueden ir acompañados por fondos, música, texto, estíquers, animaciones, filtros o emojis. Las plataformas de redes sociales suelen avanzar automáticamente a través de la secuencia al presentar una historia a un espectador. Aunque la naturaleza secuencial de las historias puede usarse para contar una narrativa, las piezas de una historia también pueden ser independientes. Las plataformas que ofrecen historias suelen tener una historia principal para cada usuario que consiste en todo lo que el usuario ha publicado en su historia durante un cierto período de tiempo, generalmente las últimas 24 horas. La mayoría de las historias no pueden modificarse posteriormente y solo están disponibles por un tiempo limitado. Las historias se crean casi exclusivamente en dispositivos móviles, como un teléfono inteligente o una tableta, y generalmente se muestran en formato vertical.

## Historia
En octubre de 2013, Snapchat introdujo por primera vez la función de historias como una serie de snaps que, juntos, puedan contar una narrativa en orden cronológico, donde cada snap es visible para todos los amigos del usuario y se elimine después de 24 horas. Las historias pronto superaron a los snaps privados para convertirse en el tipo de publicación más visto en Snapchat. Después de 2015, Snapchat introdujo una función que permitía a los usuarios publicar historias privadas visibles para un subconjunto elegido de sus amigos. Posteriormente, otras aplicaciones copiarían esta función.[cita requerida]
En agosto de 2016, Instagram introdujo una función de historias que elimina el contenido después de 24 horas. Varios comentaristas han acusado al sitio de plagiar a Snapchat.
En febrero de 2017, el mensajero instantáneo WhatsApp introdujo la función de historias Now Status en beta, que luego fue renombrada como Status. En marzo de 2017, se introdujo una función de historias en Facebook Messenger.
En febrero de 2018, Google lanzó AMP Stories, llevando un formato de estilo historia a ciertos resultados de búsqueda de Google en dispositivos móviles.
En agosto de 2018, YouTube introdujo una función de historias que inicialmente se limitaba a imágenes, pero luego se amplió para admitir clips de video cortos. La función se cerró en junio de 2023. The feature was shut down in June 2023.
En agosto de 2018, el sitio de GIFs Giphy introdujo una función de historias.
En marzo de 2022, TikTok agregó una función de historias que permitía a los usuarios crear videos de 15 segundos de duración que se eliminan después de 24 horas.
En junio de 2023, el CEO de Telegram, Pavel Durov, anunció que las historias para Telegram se lanzarían en julio de 2023. En julio de 2023, la función se lanzó para usuarios premium, y en agosto de 2023 se implementó para todos los usuarios.

## Estadísticas de uso
En 2019, alrededor de 1.500 millones de personas en todo el mundo utilizaron diariamente, en promedio, la función de historias en redes sociales y aplicaciones de mensajería. Las personas más jóvenes, en particular, usan esta función. Más del 20% de las personas de entre 18 y 24 años usan las historias de Instagram, mientras que es poco menos del 2% en los mayores de 55 años.
En una encuesta de Facebook a 18.000 participantes de 12 países, el 68% dijo que usaba la función de historias al menos una vez al mes. Las historias en las áreas de moda y turismo son particularmente populares.
El sitio web Fanpage Karma analizó varias cuentas de Instagram y determinó el alcance promedio de publicaciones e historias por cada seguidor, concluyendo que las publicaciones tienen un mayor alcance que las historias, que a menudo tienen menos de la mitad del alcance.